# برمجيات أوبرا
برمجيات أوبرا (بالإنجليزية: Opera Software) هي شركة نرويجية، معروفة بعائلة متصفحات أوبرا. برمجيات أوبرا أيضاً مشتركة في ترويج معايير الإنترنت من خلال المشاركة رابطة الشبكة العالمية. يقع المقر الرئيسي للشركة في أوسلو، النرويج، وهي في قائمة بورصة أوسلو. الشركة لها مكاتب في السويد والصين والهند واليابان وكوريا وبولندا والتشيك والولايات المتحدة.

## تاريخ
اوبرا للبرمجيات تاسست كشركة مستقلة في 30 آب 1995 على يد جون ستيفنسون فون تيتزشنر وجير إيفارشي وقد تأسست الشركة على مواصلة ما كان في الأصل مشروعًا بحثيًا في تيلينور، وهي أكبر شركة اتصالات نرويجية.
اصدرت برمجيات اوبرا أول برمجية في عام 1997 وكان متصفح الإنترنت اوبرا الإصدار 2.1 لنظام ويندوز.
في محاولة للاستفادة من السوق الناشئة في الإنترنت والأجهزة المحمولة فكرت اوبرا في عام 1998 لشمل أنظمة ومنصات جديدة واصدرت متصفح اوبرا إصدار 4.0 في عام 2000 التي سهلت إنتاج اوبرا لمنصات أخرى.
كان اوبرا برنامج غير مجاني يعطيك فترة تجريبية يتطلب بعد انتهاء الفرتة التجريبية دفع لقاء الحصول على رخصة لاستخدام البرامج لكن بعد الإصدارة 5.0 (صدرت في عام 2000) انتهت الفرتة التجريبية لكن بشرط عرض اعلانات على مستخدمين البرنامج بشكل إجباري لكن بعد نزول عدة تحديثات أصبح الامر اختياري.
في 12 يناير 2005، أعلنت برمجيات أوبرا انها سوف تقدم تراخيص مجانية لمؤسسات التعليم العالي للحصول على تراخيص غير محدودة. الذين اختاروا الرخصة الحرة شملت معهد ماساتشوستس للتكنولوجيا، جامعة هارفارد، جامعة أكسفورد، معهد جورجيا للتكنولوجيا، وجامعة ديوك.
مع الإصدار 8.5 (صدر في عام 2005) الاعلانات قد أزيلت تماما وحصلو على دعم مالي من محرك بحث ارادو اوبرا ان يضعهم كمحرك بحث افتراضي
في آب / أغسطس 2005 اطلقت الشركة اوبرا ميني وهو متصفح للهواتف المحمولة
في 20 سبتمبر، 2005، اعلنت شركة اوبرا انها ستقوم بازالة الاعلانات نهائيًا ويصبح المتصفح مجاني بشكل كامل
وهذهِ الخطوة كانت لجذب مزيد من المستخدمين لمتصفح اوبرا.

## من منتجات أوبرا
أوبرا (على أجهزة الكمبوتر، متعدد المنصات مثل ويندوز، لينكس، ماك)
أوبرا موبايل (على الهواتف المحمولة)
اوبرا ميني
أوبرا يونايت